# The Scorpion King
The Scorpion King ist ein Spielfilm aus dem Jahr 2002 mit Dwayne „The Rock“ Johnson in der Hauptrolle. Es handelt sich um einen Ableger des Films Die Mumie kehrt zurück, spielt aber zeitlich vor dem Film Die Mumie. Der Film startete am 25. April 2002 in den deutschen Kinos.

## Handlung
Die Handlung spielt ca. 3000 v. Chr.
Memnon, despotischer Herrscher von Gomorrha, will alle Nomadenstämme unterjochen. Wer sich ihm nicht unterwirft, wird vernichtet. Bisher hatte er alle Schlachten gewonnen, denn durch die prophetischen Fähigkeiten seiner Seherin kann er den Ausgang jeder Schlacht vorhersagen.
Der Akkadier Mathayus, einer der letzten Söldner seines Volkes, wird beauftragt, die Seherin zu töten. Auftraggeber sind die Führer der letzten freien Nomadenstämme der Wüste, darunter Königin Isis, Anführerin einer Gruppe Kriegerinnen, der Nubier Balthazar, König einer Gruppe von Dieben, und König Pheron mit seinem Sohn Prinz Takmet.
Als Mathayus die Seherin trifft, zögert er, sie zu töten, und wird gefangen genommen. Sein Bruder Jesup wird vor seinen Augen von Memnon eigenhändig getötet. Der Akkadier wird zusammen mit dem Pferdedieb Arpid bis zum Hals in Sand eingegraben und Kolonien von großen Feuerameisen ausgesetzt. Arpid gelingt es mit einer List zu entkommen; er befreit auch Mathayus aus dem Sand. Die beiden machen sich nun gemeinsam auf den Weg, um den Tod seines Bruders zu rächen und Memnon zu töten.
Als das geplante Attentat auf König Memnon fehlschlägt, verschleppt Mathayus die Zauberin Cassandra in die Wüste. Sie versucht zwar, vor Mathayus zu flüchten, aber nicht, um zu Memnon zurückzukehren, da dieser sie ihr ganzes Leben lang gefangengehalten hat. In einem Kampf mit Memnons Männern unter Führung von General Thorak wird Mathayus von einem mit Skorpion-Gift getränktem Pfeil getroffen. Unter Gefahr für ihr eigenes Leben heilt die Zauberin Mathayus.
Mathayus, Cassandra und Arpid treffen auf ihrem Weg den Erfinder Philos, der vor Memnon aus Gomorrha geflüchtet war und in der Wüste seine neueste Erfindung, ein explosives Pulver, perfektionierte. Gemeinsam gelangen die vier zu einer Oase, wo sie gefangen genommen und in den geheimen Zufluchtsort von Balthasar verschleppt werden.
Mathayus und Cassandra verbringen eine Nacht miteinander; die Zauberin verliert dabei nicht nur ihre Unschuld, sondern auch ihre seherischen Fähigkeiten. Um Memnon von der weiteren Suche nach ihr abzubringen und so die Menschen des Zufluchtsorts zu retten, entscheidet sie sich am Ende der Nacht, heimlich zu flüchten und zu ihm zurückzukehren.
Obwohl Balthazar und Mathayus von Anfang an nicht gut miteinander ausgekommen sind, erkennen sie, dass sie einen gemeinsamen Feind haben, und entschließen sich, in Memnons Festung einzudringen. Mathayus wird dabei verletzt, es gelingt ihm trotzdem, Memnon zu töten.
Der Akkadier übernimmt die Herrschaft über das Reich und wird neuer König aller Stämme.

## Trivia
- Die Figur der Seherin, die durch Verlust ihrer Jungfräulichkeit ihre Fähigkeiten verliert, sowie der entsprechende vom Oberbösewicht durchgeführte Test ist ein Zitat aus dem Film James Bond 007 – Leben und sterben lassen; dort heißt die Figur „Solitaire“.
- In einem Interview etwa 15 Jahre nach dem Filmdreh berichtete Kelly Hu, dass sie vom Castingteam nach ihrem ersten Vorsprechen abgelehnt wurde, sie aufgrund ihrer Agenten aber direkten Zugriff auf die Produzenten erhielt. Insgesamt musste sie sechsmal vorsprechen und stand für die Rolle der Zauberin Cassandra eigenen Angaben zufolge im Wettbewerb u. a. mit Models von Sports Illustrated und Victoria’s Secret.[1]
- Der Film spielte allein in den USA mehr als 90 Millionen US-Dollar ein und war damit einer der erfolgreichsten Filme des Jahres.
- Im alten Ägypten gab es tatsächlich zwei Könige mit diesem Namen, Skorpion I. (um 3200 v. Chr.) und Skorpion II. (um 3100 v. Chr.).
- Sherri Howard, die im Film Königin Isis spielt, gewann bei den Olympischen Spielen 1984 die Goldmedaille in der 4-mal-400-Meter-Staffel.
- Production Designer (Szenenbildner) Ed Verreaux hat einen kurzen Gastauftritt im Film: Er spielt einen Pascha, der auf einem Elefanten reitet.
- Al Leong, der die Schauspieler im Schwertkampf trainierte, hat im Film ebenfalls einen Gastauftritt: Er spielt den asiatischen Schützen, der auf Memnon den Übungspfeil abschießt, den dieser mit bloßen Händen fängt.
- Im Gegensatz zur Filmmusik der Mumie-Trilogie setzte man weniger auf klassische Musik wie die von Alan Silvestri. Als neue Ergänzung wurden durch Bands wie Godsmack und System of a Down Elemente des Nu Metal verwendet. John Debney komponierte aber auch einen klassischen Score, den man über große Teile des Films hört.
- Die deutschsprachige Blu-Ray-Veröffentlichung aus dem Jahr 2008 enthält als Extras u. a. je einen Audiokommentar von Hauptdarsteller Dwayne Johnson und von Regisseur Chuck Russell sowie das 14 Minuten dauernde Making-of „Am Drehort: Das Making of Scorpion King“.[2]

## Kritiken
„Sandalenepos der naiv-unterhaltsamen Art“

„[…] Charles „Chuck“ Russell („Eraser“) inszenierte das vergnügliche Action-Spektakel in rasendem Tempo, so dass die zahlreichen Genre-Fans voll auf ihre Kosten kommen werden.“

„Fans werden von den routiniert inszenierten Kampfeinlagen begeistert sein. Denn nichts anderes ist die rasante Muskelfleischbeschau: die handlungsfreie Filmversion einer Wrestling-Show im Sandkasten.“

„Bunter Abenteuerfilm, der von einem antiken Kopfgeldjäger erzählt, der unterdrückten Völkern hilft, einen grausamen Despoten zu stürzen. […] Ohne zwingende dramaturgische Dichte, verlässt er sich ganz auf die naive Darbietung altmodischer Schauwerte.“

Darüber hinaus beurteilte die in Rheinland-Pfalz ansässige Rhein-Zeitung den Film deutlich kritischer: Die im pharaonischen Ägypten spielende Handlung sei „an Unglaubwürdigkeiten und Klischees kaum zu überbieten“. Gleichwohl werde „der Schmonzes […] gemildert von Selbstironie und sehenswerten Trickszenen.“
Auch seitens der bundesweit erscheinenden Tageszeitung Die Welt wurde der Film wenig positiv aufgenommen und als „Leinwandgetöse“ bezeichnet, der „als inoffizielles Prequel zu den beiden „Mumien“-Filmen“ ein „berückend simple(r) Film“ sei und sich „eher an schnödem Fantasy-Action-Schnack à la Conan der Barbar“ orientiere.
In der vereinfachten Kritik, mit der die Fernsehzeitschrift TV Spielfilm Filme bewertet, erhielt The Scorpion King drei von drei möglichen Punkten in der Kategorie „Action“, zwei Punkte in der Kategorie „Humor“, je einen Punkt für „Erotik“ und „Spannung“ sowie einen nach oben gereckten Daumen als positives Gesamturteil. In der Kategorie „Anspruch“ wurde indes kein Punkt vergeben. In einer Aufzählung, warum der Hauptdarsteller Dwayne Johnson sich so erfolgreich über einen längeren Zeitraum in Hollywood hielt, bezeichnete TV-Spielfilm-Redakteur Michael Fischer den Film im Jahr 2018 als „Trashkanone“, mit der Johnson seine Laufbahn „schon früh wieder (hätte) beenden können“.
Die Leser der Fernsehzeitschrift Prisma fanden The Scorpion King unter dem Strich interessanter als die Redaktion und vergaben 3 von 5 möglichen Sternen und damit einen mehr als die Redaktion in ihrer Rezension. Inhaltlich wertend wurde das Werk „ansonsten tumbe(s) Spektakel“, das lediglich „eine Aneinanderreihung von Kampfszenen“  sei und historische Fakten völlig ignoriere. Zudem würden „Logik oder gar Plausibilität […] außer Acht gelassen“. Regisseur Chuck Russell habe „lediglich einen Trash-Film mit ziemlich hohem Budget inszeniert“.
Die Redaktion von Cinehits.de gab dem Film 2,9 von 5 möglichen Punkten und hielt abschließend fest, er sei „nicht wirklich schlecht, aber auch nicht wirklich gut.“

## Auszeichnungen
- Für die Filmmusik gewann John Debney 2003 einen ASCAP-Award.
- Der Film wurde 2003 für einen Saturn Award in der Kategorie Best Fantasy Film nominiert.

## Fortsetzungen
Das Prequel Scorpion King: Aufstieg eines Kriegers ist eine Direct-to-DVD-Produktion und wurde am 19. August 2008 in den USA und am 28. August 2008 in Deutschland veröffentlicht. In der Hauptrolle wurde Dwayne Johnson allerdings durch Michael Copon ersetzt. Als Regisseur war Russell Mulcahy beteiligt.
Die Fortsetzung The Scorpion King 3 – Kampf um den Thron wurde 2012 als Direct-to-DVD-Produktion veröffentlicht. Die Hauptrolle wurde wiederum neu besetzt mit Victor Webster als Mathayus. Die Regie übernahm Roel Reiné.
Die weitere Fortsetzung The Scorpion King 4 – Der verlorene Thron, ebenfalls mit Victor Webster in der Hauptrolle des Mathayus, erschien am 26. Februar 2015. Der Film wurde von Mike Elliott inszeniert.
Don Michael Paul drehte die 2018 veröffentlichte Fortsetzung Scorpion King: Das Buch der Seelen (The Scorpion King: Book of Souls). Zach McGowan übernahm die Hauptrolle.
Wie im November 2020 bekannt wurde, befindet sich ein in der Gegenwart spielendes Reboot des Films, das von Jonathan Herman geschrieben werden und bei dem Dwayne Johnson als Produzent fungieren soll, bei Universal in Arbeit.